# Okręty podwodne typu Tambor
Okręty podwodne typu Tambor – typ amerykańskich okrętów podwodnych używanych podczas II wojny światowej, które były zaliczane do grupy typów fleet submarine. Okręty typu Tambor były rozwinięciem poprzedniego typu – Salmon. Powstały na bazie 20 lat rozwoju konstrukcyjnego, typ Tambor stanowił w czasie wejścia do służby w 1939 roku, szczytowe osiągnięcie techniki podwodnej na świecie.

## Geneza
Typ Tambor powstał w 1939 roku jako rezultat studiów przeprowadzonych przez Submarine Officers Conference, która określiła charakterystyki idealnego wielozadaniowego okrętu podwodnego floty – fleet submarine. Jednostki tego typu były w linii prostej pochodną wcześniejszych konstrukcji, inkorporując ich najlepsze rozwiązania techniczne. Wielką innowacją tych jednostek było jednak wprowadzenie sześciu dziobowych wyrzutni torpedowych, czym wyprzedziły konstrukcje większości użytkowników okrętów podwodnych o ponad dekadę.
Jednostki typu Tambor okazały się olbrzymim sukcesem, ich sprawność przekroczyła nawet oczekiwania wobec nich. Rozwijały prędkość nawodną 20 węzłów, podwodną 9 węzłów, wyposażone były w doskonały Torpedo Data Computer (TDC) zdolny do indywidualnego programowania żyroskopów każdej z torped wystrzelonej salwy, dzięki czemu dowódca jednostki nie musiał celować całym okrętem, a jedną salwą torped mógł atakować kilka różnych celów. Układ klimatyzacji okrętu oraz chłodzone lodówki do przechowywania żywności, stwarzały doskonale warunki socjalne dla załogi, co miało niebagatelne znaczenie podczas długich rejsów w wodach tropikalnych Pacyfiku. Czas awaryjnego zanurzenia okrętów typu Tambor do głębokości peryskopowej wynosił jedynie 35 sekund. Do sukcesu typu Tambor przyczynił się rozwój silnika Diesla opracowanego przez Wintom and Fairbanks-Morse. Przeprowadzone testy okrętów wykazały także wysoki stopień wytrzymałości kadłuba na pobliskie eksplozje bomb głębinowych. Jednostki te doskonale reagowały na stery w zanurzeniu i w momencie ich wprowadzenia do służby, nie miały sobie równych w żadnej z flot świata. Ustępowały jedynie niemieckim okrętom podwodnym w zakresie optyki peryskopów, jakości torped oraz wytrzymałości kadłuba sztywnego na głębokościach przekraczających konstrukcyjną głębokość zanurzenia.
Układ wewnętrznych przyrządów, ogólna sylwetka i kadłub odróżniały okręty typu Tambor od wcześniejszych typów Salmon / Sargo. Typ "T" po raz pierwszy zaprezentował podwójny kadłub oraz oddzielną sterownię jak w U-Bootach.

## Dane techniczne

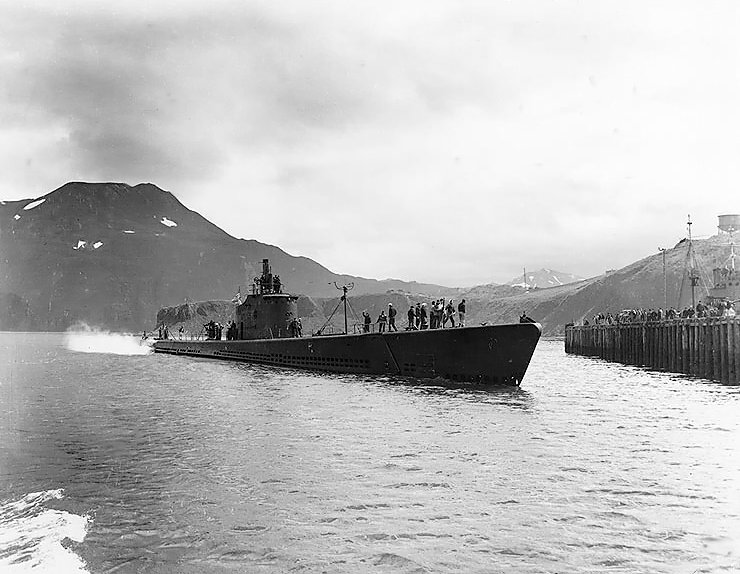
USS "Triton" (SS-201)

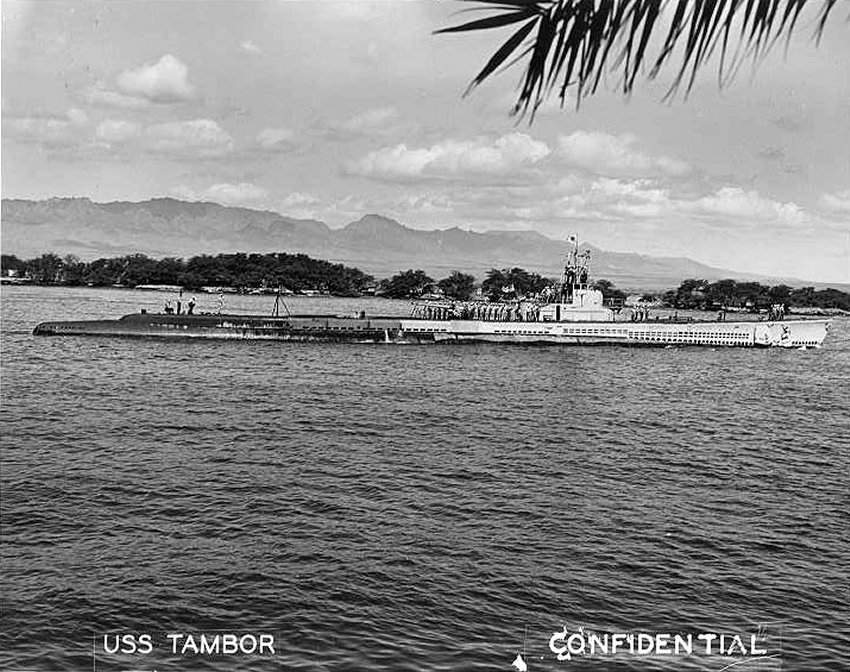
USS "Tambor" (SS-198)

- Stocznie: Electric Boat (SS 198-200; 206-208), Portsmouth (SS 201,202,209,210), Mare Island (SS 203, 211)
- Liczba okrętów: 12 okrętów podwodnych zbudowanych w latach 1939–1940.
- Wyporność: 1475 t (wynurzony),
2370 t (zanurzony)
- Długość: 93,8 m
- Szerokość: 8,3 m
- Zanurzenie: 4,6 m
- Głębokość zanurzenia (testowa): 75 m
- Prędkość: 20 węzłów (37 km/h) wynurzony, 9 węzłów (17 km/h) zanurzony
- Zasięg: 12 000 mil morskich przy prędkości 10 węzłów (18 000 km przy prędkości 17 km/h) wynurzony
- Maksymalna długość zanurzenia: 48 godzin.
- Objętość zbiornika paliwa: 93 993 do 96 365 galonów amerykańskich (356 do 365 m³)
- Czas patrolowania: 75 dni
- Załoga: 6 oficerów i 54 marynarzy
- Uzbrojenie:
  - 10 wyrzutni torped 533 mm) (6 dziobowych, 4 rufowe) z 24 torpedami;
  - 1 × 1 działo 76 mm, 2 karabiny maszynowe 12,7 mm, 2 karabiny maszynowe 7,62 mm
- Maszynownia:
  - 4 × 1350 koni mechanicznych (1 MW) silnik Diesla (General Motors w SS 198-200 & 206-208, Fairbanks-Morse w SS 201-203 & 209-211), 4 × 1370 koni mechanicznych (1020kW) General Electric silnik elektryczny